# Sorbaria
Genre
Classification phylogénétique
Sorbaria (Les sorbaires) est un genre de la famille des Rosaceae regroupant des arbustes d'Asie orientale tempérée.

## Description
Le genre comprend des plantes aux caractéristiques suivantes :
- il s'agit d'arbustes caducs et vivaces ;
- les feuilles sont composées imparipennées ;
- les stipules sont persistants ;
- les fleurs sont blanches, de moins d'un centimètre de diamètre, en panicules pyramidaux ou ovoïdes ;
- ces fleurs ont cinq sépales, cinq pétales, cinq pistils et de nombreuses étamines (40 à 50) (il s'agit d'une caractéristique générale de la famille) ;
- les fruits sont des follicules déhiscents avec peu de graines (caractéristique de la sous-famille).

## Répartition
Ce genre est originaire d'Asie tempérée : Sibérie principalement, Chine et Japon.

## Position taxinomique
Le genre Sorbaria appartient à la sous-famille Spiraeoideae, tribu Sorbarieae.
Le genre avait d'abord été défini comme une section du genre Spiraea en 1825.

## Liste des espèces
Le genre comprend les espèces suivantes :
- Sorbaria aitchisonii Hemsl. (1900) : voir Sorbaria tomentosa var. angustifolia (Wenz.) Rahn
- Sorbaria alpina Dippel (1893) - voir Sorbaria grandiflora (Sweet) Maxim.
- Sorbaria arborea C.K.Schneid. (1904) - synonyme : Spiraea arborea (C.K.Schneid.) Bean
  - Sorbaria arborea var. dubia (C.K.Schneid.) C.Y.Wu (1974)
  - Sorbaria arborea var. glabrata Rehder (1911) - synonyme : Spiraea arborea var. glabrata (Rehder) Bean
  - Sorbaria arborea var. subtomentosa Rehder (1908)
- Sorbaria assurgens Vilmorin & Boiss. (1904)
- Sorbaria gilgitensis Zinserl. (1926)
- Sorbaria grandiflora (Sweet.) Maxim. (1879) - synonymes : Sorbaria alpina Dippel, Sorbaria pallasii (G.Don) Pojark., Spiraea grandiflora Sweet
  - Sorbaria grandiflora subsp. rhoifolia (Kom.) Jakubov (1996)
- Sorbaria kirilowii (Regel & Tiling) Maxim. (1879) - synonymes : Sorbaria sorbifolia var. kirilowii (Regel & Tiling) Ito, Spiraea kirilowii Regel & Tiling
- Sorbaria lindleyana Maxim. (1879)
- Sorbaria millefolium Focke (1888)
- Sorbaria olgae Zinserl. (1926)
- Sorbaria pallasii (G.Don) Pojark. (1939) : voir Sorbaria grandiflora (Sweet) Maxim.
  - Sorbaria pallasii subsp. rhoifolia (Kom.) Vorosch. (1985) : voir Sorbaria grandiflora subsp. rhoifolia (Kom.) Jakubov
- Sorbaria rhoifolia Kom. (1916)
- Sorbaria sorbifolia (L.) A.Braun (1860)[2]
  - Sorbaria sorbifolia var. glabra Maxim. (1879)
  - Sorbaria sorbifolia var. kirilowii (Regel & Tiling) Ito (1900) : voir Sorbaria kirilowii (Regel & Tiling) Maxim.
  - Sorbaria sorbifolia var. stellipila Maxim. (1879) - synonyme : Sorbaria stellipila (Maxim.) C.K.Schneid.
  - Sorbaria sorbifolia var. typica C.K.Schneid. (1905)
- Sorbaria stellipila (Maxim.) C.K.Schneid. (1905) : voir Sorbaria sorbifolia var. stellipila Maxim.
- Sorbaria tomentosa (Lindl.) Rehder (1938) - synonyme : Schizonotus tomentosus Lindl.
  - Sorbaria tomentosa var. angustifolia (Wenz.) Rahn (1989) - synonyme : Sorbaria aitchisonii (Hemsl.) Rehder

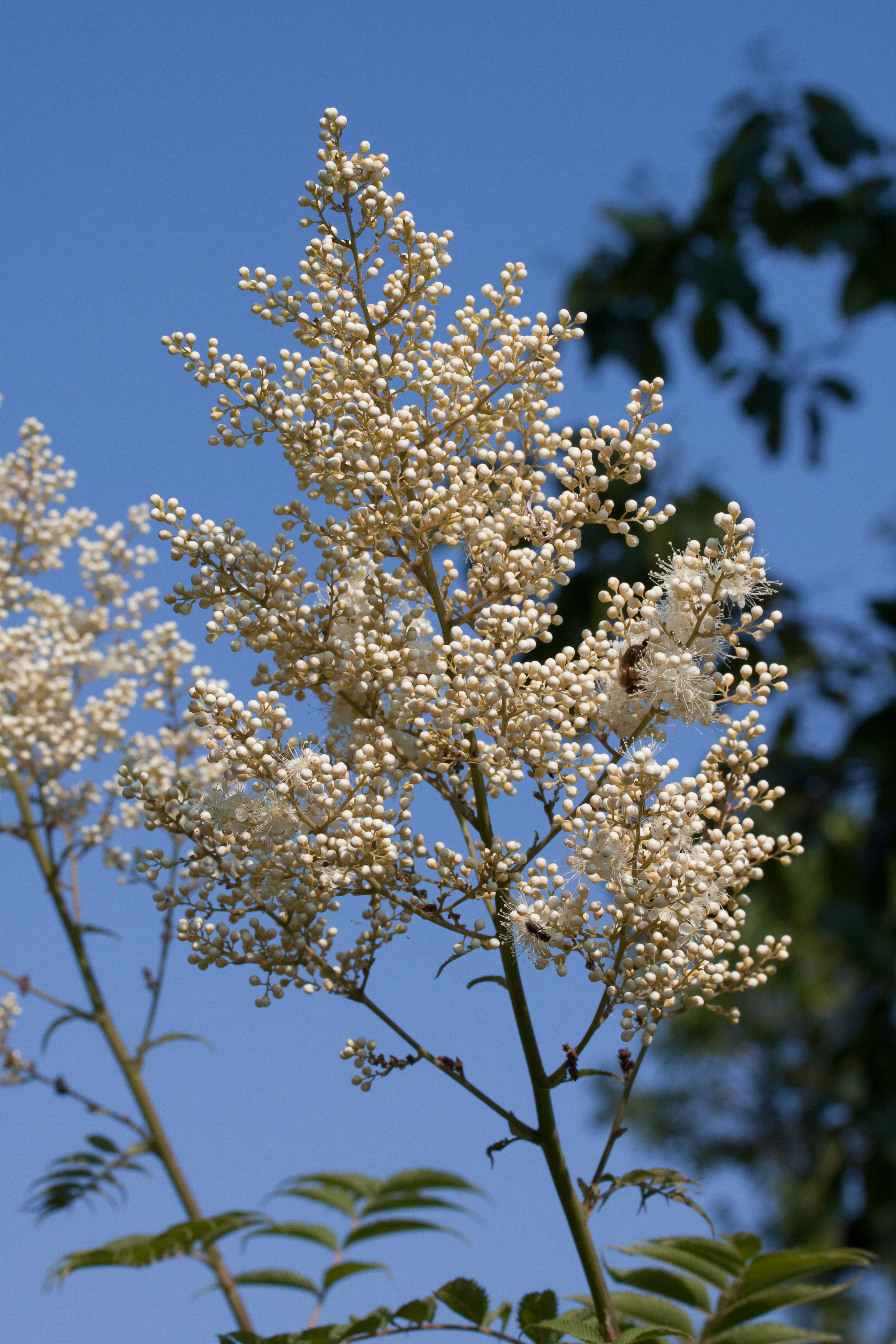
Fleurs de Sorbaria grandiflora
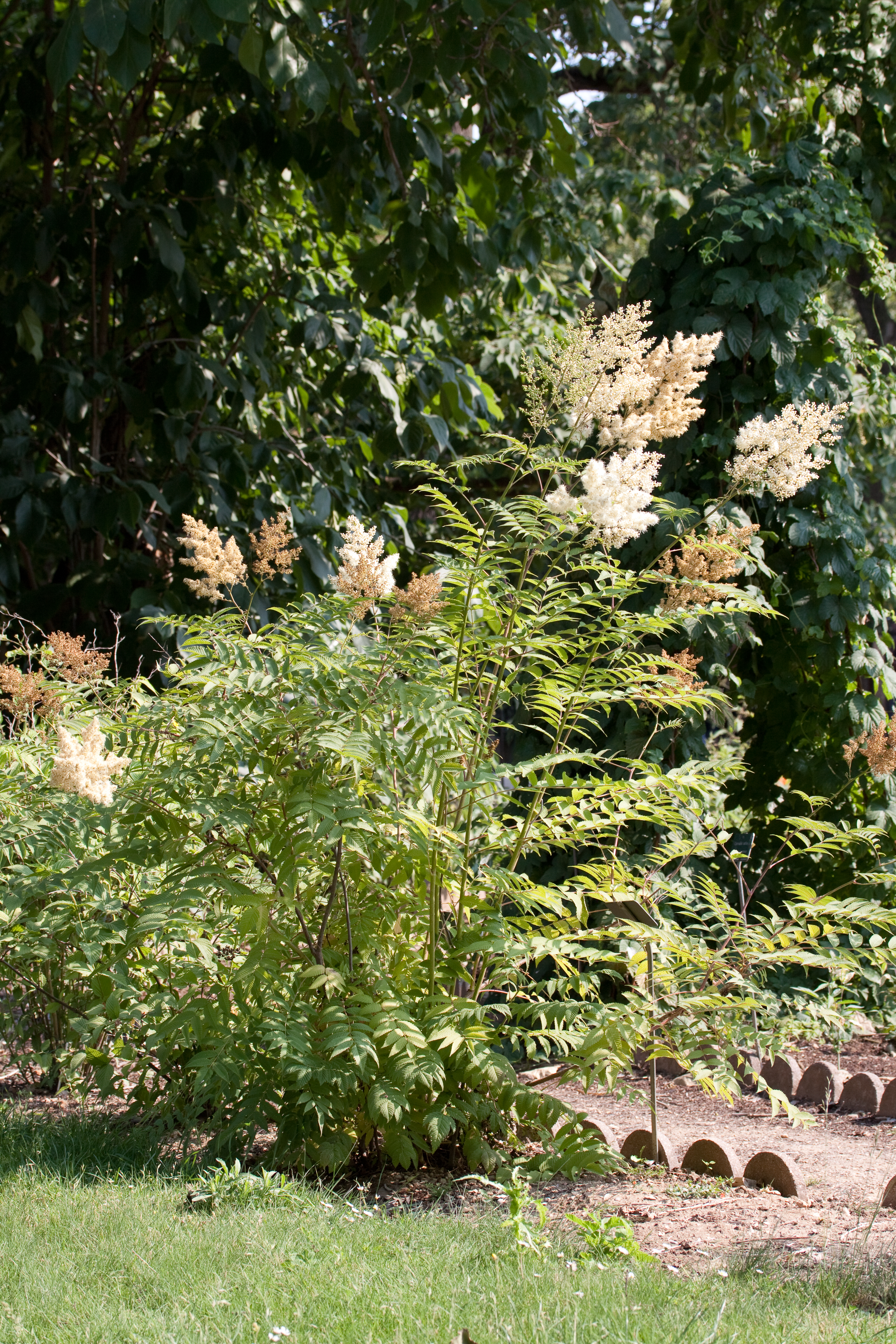
Vue générale de Sorbaria grandiflora
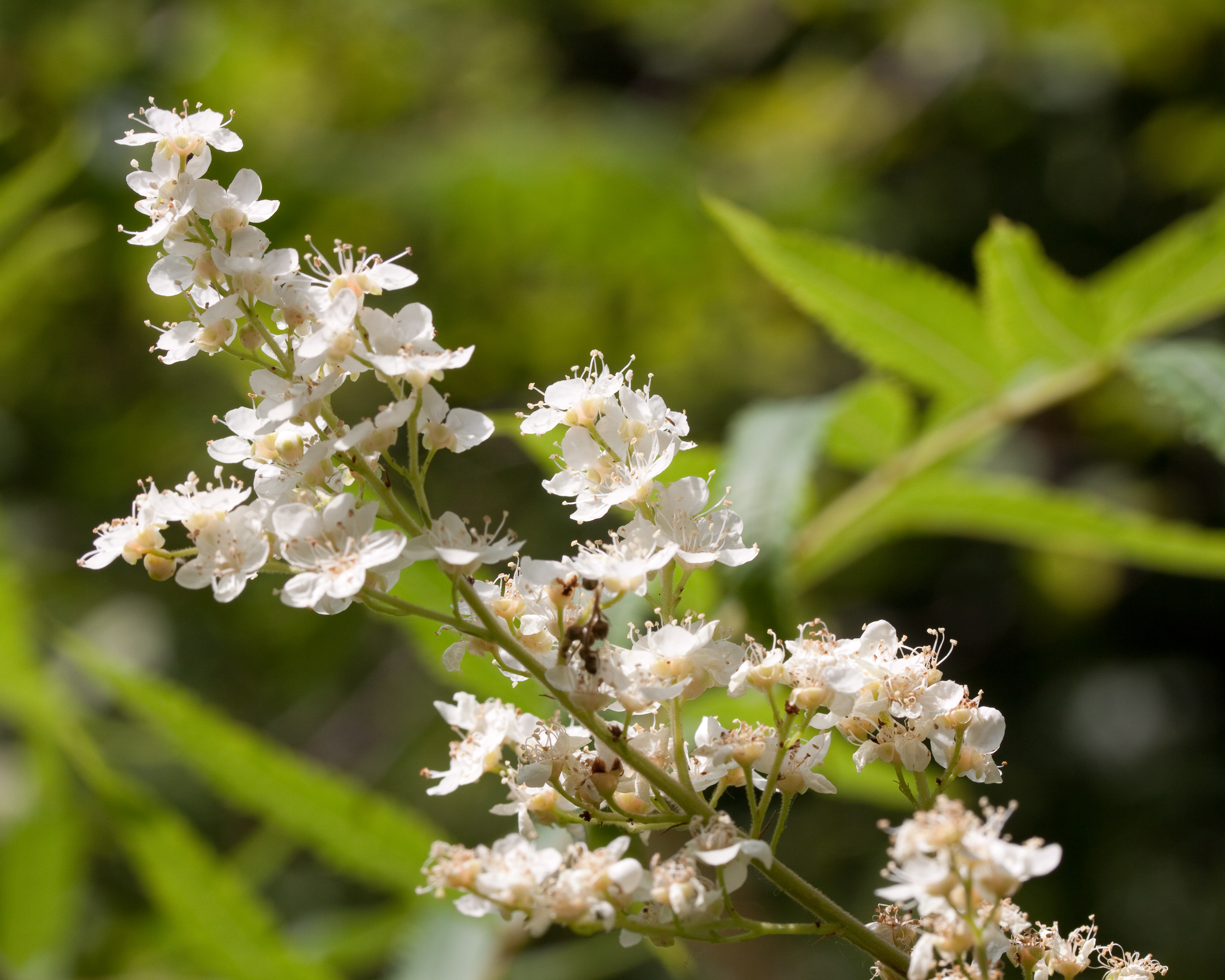
Fleurs de Sorbaria kirilovii